# Дятел плямистобокий
Дя́тел плямистобокий (Dendropicos lugubris) — вид дятлоподібних птахів родини дятлових (Picidae). Мешкає в Західній Африці. Раніше вважався підвидом габонського дятла.

## Опис
Довжина птаха становить 17-18 см. Обличчя білувате з оливково-коричневими смугами, над очима світлі "брови". Підборіддя і горло білі, поцятковані темними плямками і смужками. Тім'я оливково-коричневе, потилиця у самців червона, у самиць чорна. Верхня частина тіла зелена з бронзовим відтінком. Махові пера бурі з зеленувато-бурими краями. Хвіст зверху чорний, знизу сірувато-чорний. Нижня частина тіла зеленувато-жовта, поцяткована широкими коричневими смугами. Дзьоб сіруватий, лапи оливкові або сірі, очі карі. Молоді птахи мають тьмяніше забарвлення, верхня частина тіла у них позбавлена бронзового відтінку.

## Поширення і екологія
Плямистобокі дятли мешкають в Гвінеї, Гвінеї-Бісау, Сьєрра-Леоне, Ліберії, Кот-д'Івуарі, Гані, Того і Нігерії. Вони живуть у вологих тропічних лісах, на болотах, в саванах, на полях і плантаціях, в садах. Зустрічаються на висоті до 1400 м над рівнем моря. Сезон розмноження триває з грудня по травень.